# Jane Haddam
Pour les articles homonymes, voir Haddam.
Jane Haddam, nom de plume d'Orania Papazoglou, née le 13 juillet 1951 à Bethel, au Connecticut et morte le 17 juillet 2019, est une romancière américaine, auteur de roman policier. Ses écrits ne sont pas traduits en français.

## Biographie
Elle exerce comme enseignante et comme éditrice, avant de devenir romancière. Elle fut l'épouse de l'auteur américain William L. DeAndrea jusqu'à sa mort en 1996. Outre-Atlantique, elle est principalement connue pour sa série de romans policiers mettant en scène l'agent du FBI Gregor Demarkian.

## Œuvre

### SériePatience McKenna
- Sweet, Savage Death (1984)
- Wicked, Loving Murder (1985)
- Death's Savage Passion (1986)
- Rich, Radiant Slaughter (1988)
- Once And Always Murder (1990)

### SérieGregor Demarkian
- Not a Creature Was Stirring (1990)
- Precious Blood (1991)
- Act of Darkness (1991)
- Quoth the Raven (1991)
- A Great Day for the Deadly (1992)
- A Feast of Murder (1992)
- A Stillness in Bethlehem (1993)
- Murder Superior (1993)
- Dear Old Dead (1994)
- Festival of Deaths (1994)
- Bleeding Hearts (1995)
- Fountain of Death (1995)
- Baptism in Blood (1996)
- Deadly Beloved (1997)
- And One to Die on (1997)
- Skeleton Key (2000)
- True Believers (2001)
- Somebody Else's Music (2002)
- Conspiracy Theory (2003)
- The Headmaster's Wife (2005)
- Hardscrabble Road (2006)
- Glass Houses (2007)
- Cheating at Solitaire (2008)
- Living Witness (2009)
- Wanting Sheila Dead (2010)
- Flowering Judas (2011)
- Blood in the Water (2012)
- Hearts of Sand (2013)
- Fighting Chance (2014)
- One of Our Own (2020)

### Autres romans
- Sanctity (1986)
- Charisma (1993)